# Grupo Especial de Operaciones
Pour les articles homonymes, voir GEO.
Le Grupo Especial de Operaciones (GEO) (en français Groupe spécial d'opérations), populairement connu sous le nom los Geos, est une unité spéciale de la police nationale espagnole spécialisée dans les opérations à haut risque. Le groupe est également présent dans certains conflits en Orient, que ce soit pour protéger des citoyens et des hauts fonctionnaires espagnols ou pour des missions de sauvetage de civils.

## Histoire
Le GEO fut fondé en 1978 par le capitaine d'infanterie Ernesto García-Quijada Romero, avec l'aide du capitaine d’ingénierie Juan Senso Galán, sous la présidence de Adolfo Suárez, et durant le mandat de Rodolfo Martín Villa comme ministre de l'Intérieur.

## Organisation
L’organisation interne de l’Unité comprend une section des opérations, chargée de l’exécution des missions spécifiques, et une section d’appui, qui permet à la précédente de s’acquitter de son activité, qui compte actuellement une centaine d’hommes, dont la plupart sont inscrits à des tâches opérationnelles.
Section opératoire
Le GEO comprend une section des opérations et une section d’appui. La première compte moins de 100 hommes encadrés par deux groupes opérationnels appelés "10" et "20". Auparavant, ils étaient appelés "Alpha" et "Bravo", mais en raison de changements internes liés au personnel et aux spécialités, cette structure a été modifiée. Ce dernier changement a affecté la structure de ces groupes, en termes de contrôles et de normes. La Section d’appui est composée d’officiers de police qui n’ont pas suivi le cours ou d’anciens agents. Sa mission est liée à la logistique, à l’automobile, à la santé, à l’administration et à la sécurité du site, entre autres.
Chaque membre de la commande est encadré dans une spécialité spécifique qui complète sa polyvalence totale, permettant ainsi d’obtenir une meilleure performance de sa qualification personnelle. Les spécialités des membres du commandement sont les ouvertures (utilisation de moyens appropriés pour entrer dans des lieux fermés), tireur, tireur de soutien, "spécialiste des explosifs", média spécial et plongeur de combat.
Il est ainsi possible que chaque commandement opérationnel soit autonome pour mener à bien de multiples activités, même s’il est parfois fait appel à certains spécialistes de plusieurs commandements pour s’acquitter d’une mission donnée.
La section opérationnelle comprend également le groupe opérationnel Formation et spécialités (GOFE) et le groupe opérationnel Techniques et expériences (GOTE).
Groupe opératif Formation et Spécialités: modifie son entité en fonction des besoins de chaque moment, comprend un petit groupe d’opérateurs qui coordonnent toutes les activités liées aux formations ayant généralement un caractère semestriel, assumant également des tâches de les activités menées par les groupes opérationnels et prenant en charge la coordination du recyclage et des évaluations techniques du personnel opérationnel du GEO et des groupes spéciaux de sécurité opérationnelle (GOES).
Le groupe opérationnel de techniques et d’expériences, coordonné à la fois par le deuxième responsable de l’unité et le premier, a pour activité de base d’être informé de toutes ces avancées en termes de matériel offert par le marché, ainsi que d’évaluer celles qui peuvent être envisagées. d’intérêt pour le GEO.

## Missions
À la suite de la prise de Kaboul le 15 aout 2021 par les Talibans, une opération d’évacuation de non-combattants est mené par 17 policiers du GEO et des Unidades de Intervención Policial. Ils exfiltrent le personnel diplomatique et 53 collaborateurs afghans.

## Conditions d'accès au corps
L'adhésion au GEO est autorisée à environ 3 % des candidats chaque année. Pour rejoindre le GEO, il est nécessaire d'être membre du Cuerpo Nacional de Policía (Corps national de police) depuis deux ans et d'avoir au moins une des compétences suivantes : expertise en arts martiaux, plongée sous-marine, être instructeur de tir, être un expert en explosifs et avoir travaillé dans l'un des groupes opérationnels que la police a dans certaines capitales de province.
Le test comporte à la fois la condition physique et les tests psychologiques. Son test de condition physique comprend des flexions de bras sur une barre, un saut vertical, une course d'obstacles, trois kilomètres en onze minutes et demi, cinquante mètres de nage libre, un test de résistance, une course de vitesse et un dernier défi qui teste les candidats quant à leur capacité de prise de décision. Les capacités mentales des candidats sont également testées, d'un point de vue « psychologique » et concernant « l'intelligence »».

## Symboles
Emblème
L'emblème GEO est un bouclier noir avec un aigle royal capturant un serpent qui représente un acte de force. L'aigle est probablement une référence à l'aigle de San Juan, toujours présent dans le bouclier de l'Espagne lors de la création du GEO. Le serpent est un symbole classique du mal.
Notez également que les lettres du groupe et du cadre), tandis que le serpent est représenté en argent ou en blanc.
Béret
Depuis sa création, les membres du GEO portaient un béret, de couleur noire lors de la création de l'unité, de couleur grenat à présent, avec l'emblème du corps de police armée et celui du corps de police nationale les deux cas

## Opérations
Les agents GEO sont affectés à des opérations à haut risque dans lesquelles les autres agents de la police nationale ne peuvent pas intervenir. Parmi ses actions figurent: le sauvetage des otages, la protection de personnalités et des autorités, la détention de criminels dangereux, le démantèlement de groupes criminels organisés ou de commandos terroristes, la protection des ambassades à l'étranger, etc.
Depuis sa création, le GEO a démantelé trente-cinq cellules armées de différents groupes terroristes et a sauvé plus de quatre cents otages, dont trois seulement sont en service, le capitaine et cofondateur du GEO Juan Senso Galán. , le premier caporal Arturo Pascual, sont morts dans le même accident et le sous-inspecteur de police Francisco Javier Torronteras Gadea, décédé au cours de l’assaut d’un appartement à Leganés (Madrid) après les attentats du 11 mars 2004, lorsque les suspects se sont suicidés en faisant exploser les bombes qu’ils possédaient. Seules trois opérations GEO ont entraîné la mort d’un ou de plusieurs des criminels impliqués.

## Dans la culture populaire
Jeux vidéo :
Le GEO est une unité anti-terroriste qui peut être jouée dans le jeu Tom Clancy's Rainbow Six: Siege en incarnant deux agents : Jackal (attaque) et Mira (défense).
 Séries :
Le GEO est l'unité de police qui intervient lors des braquages dans La casa de papel.